# Pidozirka, Zinkiv
Pidozirka (în ucraineană Підозірка) este un sat în comuna Deikalivka din raionul Zinkiv, regiunea Poltava, Ucraina.

## Demografie
Componența lingvistică a localității Pidozirka
     Ucraineană (96,02%)
     Rusă (3,59%)
     Alte limbi (0,4%)
Conform recensământului din 2001, majoritatea populației localității Pidozirka era vorbitoare de ucraineană (96,02%), existând în minoritate și vorbitori de rusă (3,59%).